# Karl Friedrich Schulz (Komponist)
Karl Friedrich Schulz (* 14. November 1784 in Wittmannsdorf, Niederlausitz; † 28. Juni 1850 in Fürstenwalde) war ein deutscher evangelischer Kirchenliedkomponist und Musiklehrer.

## Leben und Werk
Schulz war von 1809 bis 1812 Kantor und erster Lehrer in Quilitz (Neuhardenberg). Von 1812 bis 1817 wirkte er als Lehrer am Seminar und Pädagogium in Züllichau an der Oder. 1816 war er Mitunterzeichner eines von Wilhelm von Türk initiierten Huldigungsbriefes an Johann Heinrich Pestalozzi. Von 1819 bis zu seiner Emeritierung 1849 war Schulz als Konrektor der Bürgerschule in Fürstenwalde tätig.
Er komponierte das Kirchenlied Danket dem Herrn! Wir danken dem Herrn (EG 333, MG 25) auf einen Text des Kirchenlieddichters Karl Friedrich Wilhelm Herrosee.
Der bekannte volkstümliche Kanon O wie wohl ist mir am Abend wurde erstmals in seiner Gesanglehre veröffentlicht und ist vermutlich sein Werk.

## Werke
- Leitfaden bey der Gesanglehre nach der Elementarmethode. Darnemann, Züllichau 1812 (2. Auflage 1816 – Digitalisat; 3. Auflage 1824 – Digitalisat).
- Musikalisches Schulgesangbuch. Darnemann, Züllichau 1816 (Digitalisat, beigebunden ab Blatt 79; 2. Auflage 1819).